# Puchar Wysp Owczych w piłce nożnej (1990)
Puchar Wysp Owczych w piłce nożnej mężczyzn 1990 (far. Løgmanssteypið) – 44. edycja rozgrywek mających na celu wyłonienie zdobywcy Pucharu Wysp Owczych. Tytułu bronił klub HB Tórshavn, a przejął go KÍ Klaksvík.

## Uczestnicy
W Pucharze Wysp Owczych wzięły udział drużyny ze wszystkich poziomów ligowych na archipelagu.
| Grający od rundy eliminacyjnej | |                         |                         |
| 1. deild 1990 10 drużyn | 2. deild 1990 8 drużyn                                                                                          | 3. deild 1990 2 drużyn  | 4. deild 1990 1 drużyna |
| - B36 Tórshavn - B68 Toftir - B71 Sandoy - GÍ Gøta - HB Tórshavn - KÍ Klaksvík - MB Miðvágur - SÍF Sandavágur - TB Tvøroyri - VB Vágur | - Fram Tórshavn - ÍF Fuglafjørður - LÍF Leirvík - NSÍ Runavík - Royn Hvalba - SÍ Sørvágur - SÍ Sumba - Skála ÍF | - EB Eiði - ÍF Streymur | - AB Argir              |

## Terminarz
| Runda              | Data pierwszego meczu    | Data drugiego meczu | Uwagi                                                     |
| ------------------ | ------------------------ | ------------------- | --------------------------------------------------------- |
| Runda eliminacyjna | 8, 14 i 16 kwietnia 1990 | nie rozgrywa się    | Udział rozpoczęły drużyny ze wszystkich poziomów ligowych |
| Ćwierćfinał        | 22 kwietnia 1990         | nie rozgrywa się    |                                                           |
| Półfinał           | 24 i 30 maja 1990        | 19 czerwca 1990     |                                                           |
| Finał              | 22 sierpnia 1990         | nie rozgrywa się    |                                                           |

## Runda eliminacyjna

### 1. runda
| Drużyna 1        | Wynik   | Drużyna 2      |
| ---------------- | ------- | -------------- |
| 8 kwietnia 1990  |         |                |
| VB Vágur         | 2:0     | SÍ Sumba       |
| Royn Hvalba      | 1:4     | SÍF Sandavágur |
| ÍF Fuglafjørður  | 4:2     | SÍ Sørvágur    |
| Fram Tórshavn    | 1:2 pd. | Skála ÍF       |
| 14 kwietnia 1990 |         |                |
| EB Eiði          | 0:3     | B36 Tórshavn   |

| 8 kwietnia 1990 | VB Vágur                            | 2:0   | SÍ Sumba |                                                              |
|                 | Sámal Jacob Samuelsen · Rúni Nolsøe | (1:0) |          | á Eiðinum, Vágur Sędzia: Jóhan Petur Olgarsson (TB Tvøroyri) |
|                 | Eyðun Joensen                       | (1:0) |          | á Eiðinum, Vágur Sędzia: Jóhan Petur Olgarsson (TB Tvøroyri) |

| 8 kwietnia 1990                | Royn Hvalba                     | 1:4   | SÍF Sandavágur                            |                                                      |
|                                | Gullok Svalbard                 | (0:1) | Ingi Olsen · Torkil Nielsen · Petur Olsen | á Skørðunum, Hvalba Sędzia: Frits Poulsen (SÍ Sumba) |
| Jákup Midjord · Signar Skaalum | Hegga Samuelsen · Ari Thomassen | (0:1) |                                           | á Skørðunum, Hvalba Sędzia: Frits Poulsen (SÍ Sumba) |

| 8 kwietnia 1990     | ÍF Fuglafjørður                                              | 4:2   | SÍ Sørvágur                    |                                                                 |
|                     | Margeir Hansen ?' (k.) · Abraham Løkin · Ólavur Christiansen | (2:0) | Jónsvein Olsen · Hilmar Hansen | í Fløtugerði, Fuglafjørður Sędzia: Niklas á Líðarenda (GÍ Gøta) |
| Ólavur Christiansen |                                                              | (2:0) |                                | í Fløtugerði, Fuglafjørður Sędzia: Niklas á Líðarenda (GÍ Gøta) |

| 8 kwietnia 1990 | Fram Tórshavn             | 1:2 (pd.)  | Skála ÍF                         |                                                                                |
|                 | Dagbjartur Hammer         | (1:0, 1:1) | Magnus Jacobsen · Agnar Højgaard | Gundadalur (ovari vøllur), Tórshavn Sędzia: Baldvin Baldvinsson (B36 Tórshavn) |
|                 | Poli Hansen · James Olsen | (1:0, 1:1) |                                  | Gundadalur (ovari vøllur), Tórshavn Sędzia: Baldvin Baldvinsson (B36 Tórshavn) |

| 14 kwietnia 1990 | EB Eiði | 0:3 | B36 Tórshavn     |                                                          |
|                  |         |     | Jóannes Guttesen | á Mølini, Eiði Sędzia: Ingimund Hansen (ÍF Fuglafjørður) |
| Virgar Dahl      |         |     |                  | á Mølini, Eiði Sędzia: Ingimund Hansen (ÍF Fuglafjørður) |

### 2. runda
| Drużyna 1        | Wynik | Drużyna 2       |
| ---------------- | ----- | --------------- |
| 16 kwietnia 1990 |       |                 |
| MB Miðvágur      | 3:1   | SÍF Sandavágur  |
| LÍF Leirvík      | 5:0   | ÍF Fuglafjørður |
| KÍ Klaksvík      | 2:1   | HB Tórshavn     |
| B71 Sandoy       | 5:1   | Skála ÍF        |
| B36 Tórshavn     | 3:0   | NSÍ Runavík     |
| VB Vágur         | 6:0   | B68 Toftir      |
| AB Argir         | 1:9   | GÍ Gøta         |
| TB Tvøroyri      | 9:1   | ÍF Streymur     |

| 16 kwietnia 1990 | MB Miðvágur                             | 3:1   | SÍF Sandavágur  |                                                         |
|                  | Birgir Jørgensen · Paul Andrew Snowball | (2:0) | Hegga Samuelsen | MB-Arena, Miðvágur Sędzia: Nemus Djurhuus (HB Tórshavn) |
|                  | Eyðun Joensen                           | (2:0) |                 | MB-Arena, Miðvágur Sędzia: Nemus Djurhuus (HB Tórshavn) |

| 16 kwietnia 1990               | LÍF Leirvík                                                                  | 5:0   | ÍF Fuglafjørður |                                                                |
|                                | Árni Jacobsen · Kristian á Reynatrøð ?' (k.) · Erik Lervig · Marner S. Olsen | (2:0) |                 | uppi á Brekku, Leirvík Sędzia: Heðin Baldvinsson (KÍ Klaksvík) |
| Árni Jacobsen · Arni Vatnhamar | Ólavur Christiansen                                                          | (2:0) |                 | uppi á Brekku, Leirvík Sędzia: Heðin Baldvinsson (KÍ Klaksvík) |

| 16 kwietnia 1990 | KÍ Klaksvík            | 2:1   | HB Tórshavn |                                                                 |
|                  | Allan Mørkøre 20', 29' | (2:1) | Jan Dam     | við Djúpumýrar, Klaksvík Sędzia: Kim Ejdesgaard (Fram Tórshavn) |
| Allan Mørkøre    | Jan Dam                | (2:1) |             | við Djúpumýrar, Klaksvík Sędzia: Kim Ejdesgaard (Fram Tórshavn) |

| 16 kwietnia 1990 | B71 Sandoy                                                                         | 5:1   | Skála ÍF        |                                                           |
|                  | Jóan Petur Clementsen · Piotr Krakowski ?' (k.) · Torbjørn Jensen · Niclas Joensen | (4:1) | Magnus Jacobsen | inni í Dal, Sandur Sędzia: Sjúrður Norðbúð (B36 Tórshavn) |
| Piotr Krakowski  | Magnus Jacobsen                                                                    | (4:1) |                 | inni í Dal, Sandur Sędzia: Sjúrður Norðbúð (B36 Tórshavn) |

| 16 kwietnia 1990 | B36 Tórshavn                     | 3:0   | NSÍ Runavík |                                                                          |
|                  | Tummas Eli Hansen · Sámal Hansen | (1:0) |             | Gundadalur (ovari vøllur), Tórshavn Sędzia: Jóhan Carl Dam (HB Tórshavn) |

| 16 kwietnia 1990 | VB Vágur                                                                         | 6:0   | B68 Toftir |                                                         |
|                  | Jón Pauli Olsen · Jan Allan Müller · Rúni Nolsøe · Búi Dahl · Egill Steinþórsson | (3:0) |            | á Eiðinum, Vágur Sędzia: Petur Erhard Kjærbo (SÍ Sumba) |
| Hans Pauli Dahl  |                                                                                  | (3:0) |            | á Eiðinum, Vágur Sędzia: Petur Erhard Kjærbo (SÍ Sumba) |

| 16 kwietnia 1990 | AB Argir               | 1:9   | GÍ Gøta |                                                      |
|                  | Jákup Danielsen        | (0:5) | Jóan Petur Olsen · Poul Enok Hansen · Pauli Jarnskor · Símun Petur Justinussen · Magni Jarnskor · Henning Jarnskor · Rúni Justinussen · Per Dalheim | Skansi Arena, Argir Sędzia: Nikkel Nielsen (EB Eiði) |
| John Clothier    | Jón Sigurð Gleðisheygg | (0:5) | | Skansi Arena, Argir Sędzia: Nikkel Nielsen (EB Eiði) |

| 16 kwietnia 1990 | TB Tvøroyri                                                                                    | 9:1   | ÍF Streymur     |                                                       |
|                  | Per Henning Jensen · John Rødgaard · Jóhan Petur Olgarsson · Vilmund Michelsen · Kári Niclasen | (4:0) | Jákup W. Hansen | Sevmýri, Tvøroyri Sędzia: Magni Eidesgaard (VB Vágur) |

## Runda finałowa

### Ćwierćfinały
| Drużyna 1        | Wynik        | Drużyna 2    |
| ---------------- | ------------ | ------------ |
| 22 kwietnia 1990 |              |              |
| TB Tvøroyri      | 4:0          | B36 Tórshavn |
| KÍ Klaksvík      | 1:1 (k. 5:4) | VB Vágur     |
| GÍ Gøta          | 6:1          | LÍF Leirvík  |
| B71 Sandoy       | 2:3          | MB Miðvágur  |

| 22 kwietnia 1990      | TB Tvøroyri                                                             | 4:0   | B36 Tórshavn |                                                     |
|                       | Oluf Mortensen · Vilmund Michelsen · John Rødgaard · Per Henning Jensen | (2:0) |              | Sevmýri, Tvøroyri Sędzia: Egga Jensen (HB Tórshavn) |
| Jóhan Petur Olgarsson | Sámal Hansen · Lars Larsen                                              | (2:0) |              | Sevmýri, Tvøroyri Sędzia: Egga Jensen (HB Tórshavn) |

| 22 kwietnia 1990                                                                             | KÍ Klaksvík         | 1:1 (pd.)                                                                    | VB Vágur               |                                                         |
|                                                                                              | Olgar Danielsen 40' | (1:0, k. 5:4)                                                                | 84' Egill Steinþórsson | við Djúpumýrar, Klaksvík Sędzia: Agga Joensen (GÍ Gøta) |
| · Petur Hans Joensen · Bent Baldvinsson · Absalon Østerø · Jákup Mikkelsen · Olgar Danielsen | Rzuty karne         | · Jón Pauli Olsen · Jan Allan Müller · Jens Sivar Djurhuus · John Eystberg · |                        | við Djúpumýrar, Klaksvík Sędzia: Agga Joensen (GÍ Gøta) |

| 22 kwietnia 1990 | GÍ Gøta                                                                                               | 6:1   | LÍF Leirvík   |                                                                   |
|                  | Jóan Petur Olsen · Petur Amon Dalbø · Símun Petur Justinussen · Per Dalheim · Dánjal Jarnskor ?' (k.) | (2:0) | Árni Jacobsen | Sarpugerði, Norðragøta Sędzia: Baldvin Baldvinsson (B36 Tórshavn) |
|                  | Marner S. Olsen                                                                                       | (2:0) |               | Sarpugerði, Norðragøta Sędzia: Baldvin Baldvinsson (B36 Tórshavn) |

| 22 kwietnia 1990 | B71 Sandoy                     | 2:3   | MB Miðvágur                            |                                                             |
|                  | Eli Hentze · Páll á Reynatúgvu | (1:3) | Jens Erik Rasmussen · Birgir Jørgensen | inni í Dal, Sandur Sędzia: Herman Midjord (ÍF Fuglafjørður) |
| Niclas Joensen   | Petur Eiriksson                | (1:3) |                                        | inni í Dal, Sandur Sędzia: Herman Midjord (ÍF Fuglafjørður) |

### Półfinały
| Drużyna 1                            | Wynik dwumeczu | Drużyna 2   | Pierwszy mecz | Drugi mecz |
| ------------------------------------ | -------------- | ----------- | ------------- | ---------- |
| TB Tvøroyri                          | 4 – 5          | GÍ Gøta     | 3:1           | 1:4        |
| MB Miðvágur                          | 3 – 5          | KÍ Klaksvík | 0:3           | 3:2        |
| Po lewej gospodarz pierwszego meczu. |                |             |               |            |

#### Pierwsze mecze
| 24 maja 1990        | TB Tvøroyri                                             | 3:1   | GÍ Gøta         |                                                        |
|                     | Niels Gunnar Petersen 49' · Per Henning Jensen 53', 55' | (0:0) | 58' Per Dalheim | Sevmýri, Tvøroyri Sędzia: Øssur Mohr (ÍF Fuglafjørður) |
| Torfinnur Mortensen | Pauli Jarnskor                                          | (0:0) |                 | Sevmýri, Tvøroyri Sędzia: Øssur Mohr (ÍF Fuglafjørður) |

| 30 maja 1990 | MB Miðvágur   | 0:3   | KÍ Klaksvík                                |                                                                |
|              |               | (0:1) | 20', 65' Absalon Østerø · 69' Kurt Mørkøre | MB-Arena, Miðvágur Sędzia: Hans Henrik Bøttger (Fram Tórshavn) |
|              | Andrew Hansen | (0:1) |                                            | MB-Arena, Miðvágur Sędzia: Hans Henrik Bøttger (Fram Tórshavn) |

#### Rewanże
| 19 czerwca 1990 | GÍ Gøta                                                                   | 4:1 (pd.)  | TB Tvøroyri |                                                                   |
|                 | Poul Enok Hansen · Símun Petur Justinussen · Per Dalheim · Pauli Jarnskor | (1:0, 2:0) | Tórður Holm | Sarpugerði, Norðragøta Sędzia: Baldvin Baldvinsson (B36 Tórshavn) |
|                 | Birgir Dimon                                                              | (1:0, 2:0) |             | Sarpugerði, Norðragøta Sędzia: Baldvin Baldvinsson (B36 Tórshavn) |

| 19 czerwca 1990 | KÍ Klaksvík                         | 2:3   | MB Miðvágur      |                                                                 |
|                 | ? ?' (sam.) · Allan Mørkøre ?' (k.) | (1:1) | Birgir Jørgensen | við Djúpumýrar, Klaksvík Sędzia: Harry Benjaminsen (B68 Toftir) |

### Finał
| 22 sierpnia 1990 18:00 WEST | GÍ Gøta · Per Dalheim 30' | 1:6(1:2)Raport | KÍ Klaksvík · 25' Beinir Poulsen · 37' Kurt Mørkøre · 53' Olgar Danielsen · 58' (k.) Allan Mørkøre · ?' (sam.) ? · 78' Todi Jónsson | Gundadalur (ovari vøllur), Tórshavn Widzów: 970 Sędzia: Jóhan Carl Dam (HB Tórshavn) |
|                             |                           |                | kartki: · Bjarne Olsen |                                                                                      |

|               |    |                             |
|               |    |                             |
| BR            | 1  | Carl Whitehouse             |
| OB            | 2  | Alvi Justinussen            |
| OB            | 3  | Poul Enok Hansen            |
| OB            | 5  | Petur Amon Dalbø 75'        |
| OB            | 7  | Anton Skoradal (C)          |
| PO            | 6  | Magni Jarnskor              |
| PO            | 8  | Pauli Jarnskor              |
| PO            | 11 | Rúni Justinussen            |
| NA            | 4  | Jón Sigurð Gleðisheygg      |
| NA            | 9  | Símun Petur Justinussen 75' |
| NA            | 10 | Per Dalheim                 |
| Rezerwowi:    |    |                             |
| OB            | 13 | Svenn Olsen                 |
| PO            | 14 | Henning Jarnskor 75'        |
| PO            | 15 | Erland Tvørfoss 75'         |
| PO            | 16 | Jóan Petur Olsen            |
| Trener:       |    |                             |
| Jóhan Nielsen |    |                             |

|             |    |                         |
|             |    |                         |
| BR          | 1  | Jákup Mikkelsen         |
| OB          | 2  | Absalon Østerø          |
| OB          | 8  | Kurt Mørkøre            |
| OB          | 9  | Allan Mørkøre           |
| PO          | 10 | Jógvan H. Jacobsen 81'  |
| PO          | 12 | Trygvi Poulsen          |
| PO          | 15 | Beinir Poulsen          |
| NA          | 6  | Todi Jónsson            |
| NA          | 7  | Olgar Danielsen (C)     |
| NA          | 14 | Jørn Kramer             |
| ??          | 11 | Bjarne Olsen            |
| Rezerwowi:  |    |                         |
| BR          | 13 | John William Joensen    |
| OB          | 3  | Petur Hans Joensen      |
| OB          | 4  | Bent Baldvinsson        |
| NA          | 16 | Karl Marius Poulsen 81' |
| ??          | 5  | Andrew Hansen           |
| Trener:     |    |                         |
| John Kramer |    |                         |

| Zdobywca Pucharu Wysp Owczych 1990 |
| KÍ Klaksvík 3. tytuł               |
| ---------------------------------- |